# Hyundai i10
Pour les articles homonymes, voir I10.
La i10 est une automobile du constructeur automobile Sud-Coréen Hyundai produite depuis 2007. C'est une citadine 5 portes, elle remplace la Hyundai Atos Prime en 2008 sur le marché européen, mais pas en Inde, où l'Atos Prime, appelée Santro, continue d'être produite et coûte moins cher.
L'i10 est produite à plus d'1,1 million d'exemplaires en deux générations. La troisième génération est présentée en 2020. L'i10 est une concurrente des Renault Twingo, Citroën C1, Peugeot 107 / 108 ou Fiat Panda. Elle repose sur la plateforme de la Kia Picanto.

## Première génération (2007-2013)
Cette première génération est équipée d'un moteur essence d'une cylindrée de 1,2 litre (78 ch) (ancien moteur de 1,1 l et 66 ch). Elle est fabriquée en Inde, près de la ville de Chennai.

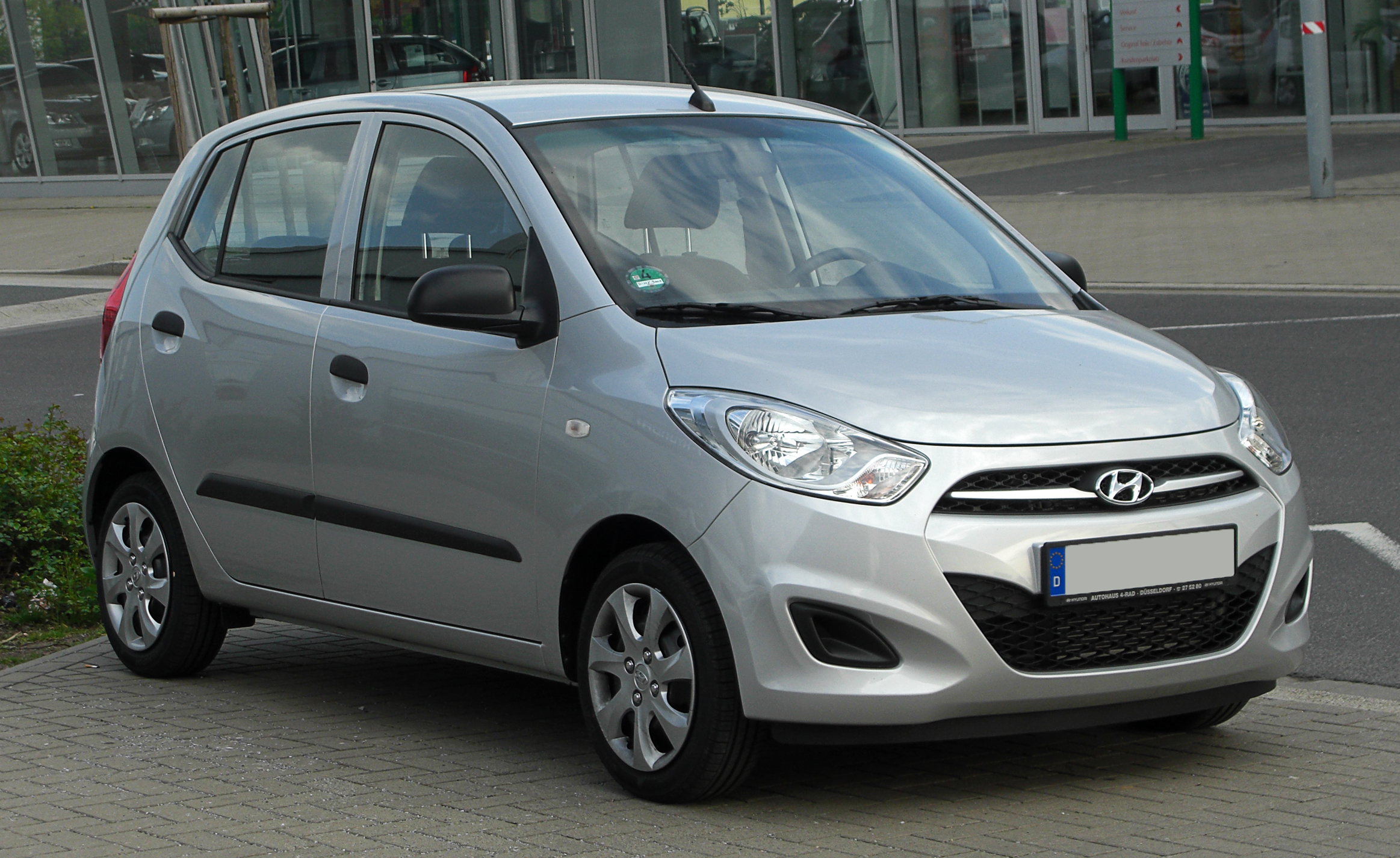
Hyundai i10 PA Phase II

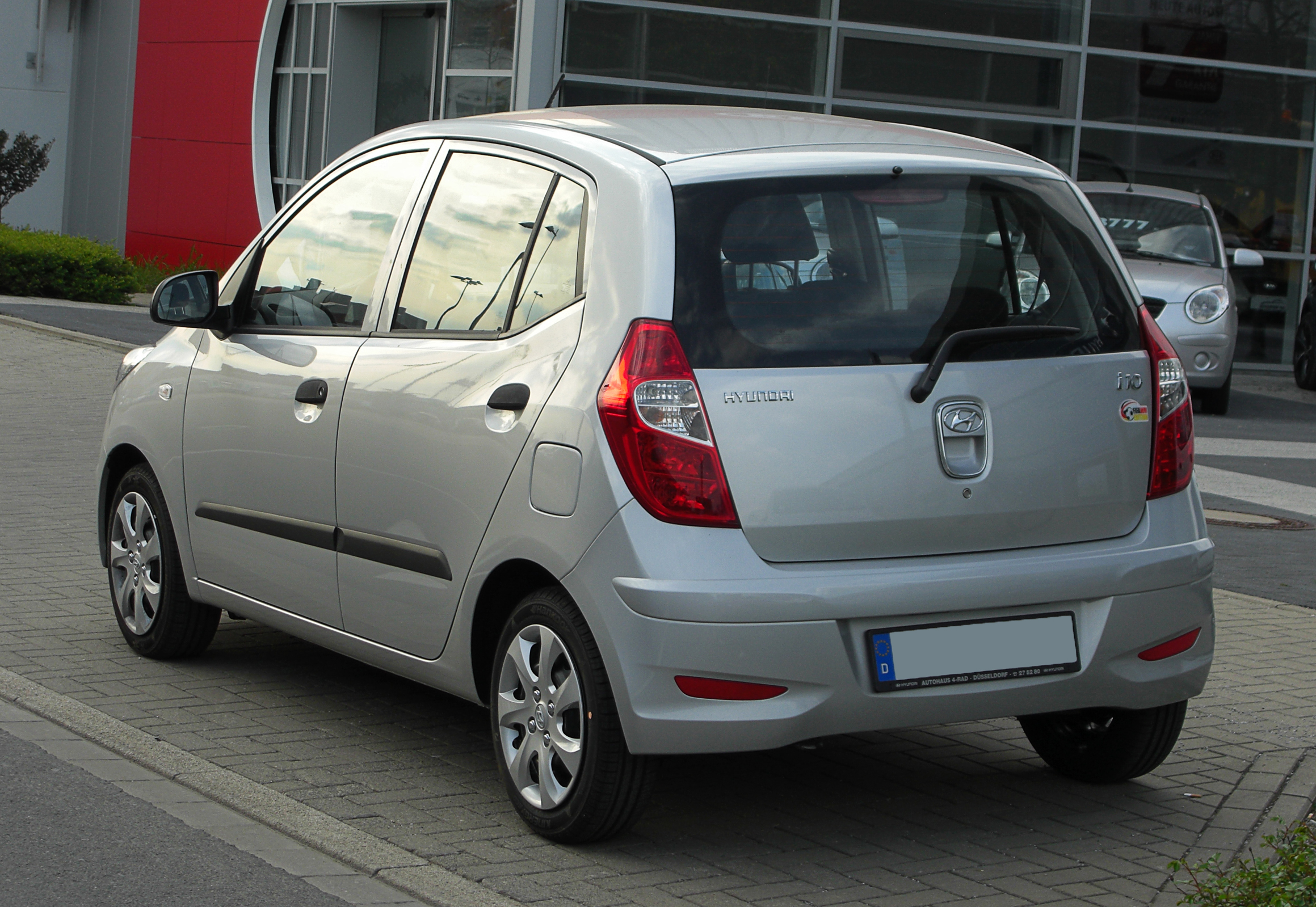
Hyundai i10 PA Phase II

En janvier 2011, la Hyundai i10 est restylée.
Elle est vendue par Dodge au Mexique et Inokom en Malaisie.

### Motorisation
1,248 L Essence Kappa I4

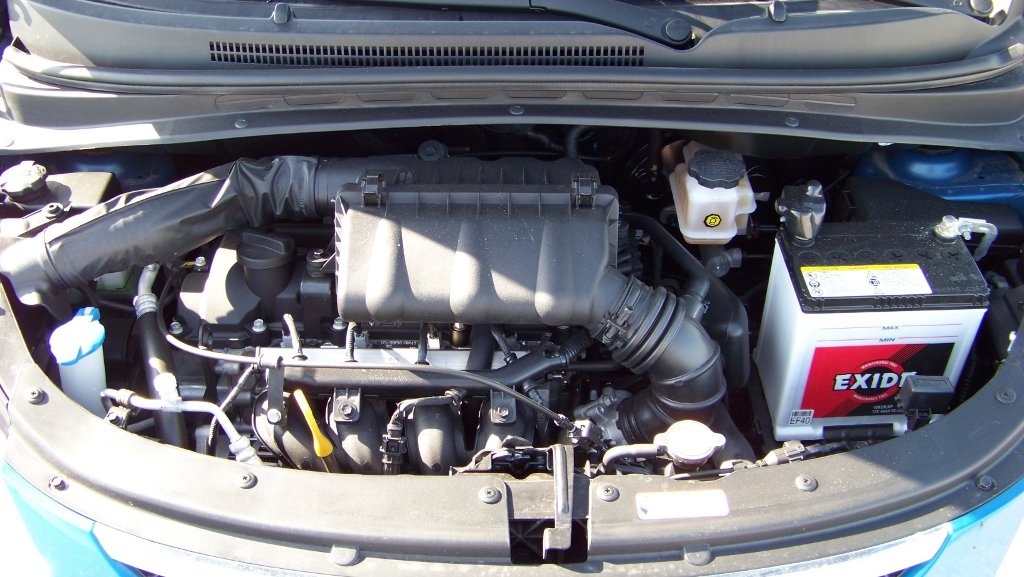
Le moteur Kappa I4 1.25 dans une Hyundai i10 française

C'est le moteur présent sur les versions "1.2" en Europe. Ce 4 cylindres 16 soupapes de 1 248 cm3 développe 78 ch à 6 000 tr/min, et son couple maximum est de 118 N m à 4 000 tr/min.
Le bloc et la tête de cylindre sont en aluminium et ne possèdent pas de turbo ; pour l'alimentation en carburant il s'agit d'un système MPI (injection multi-point). Avec sa boîte de vitesses manuelle (mais sans les fluides) le moteur pèse 82,4 kg.
Il n'y a pas de distributeur d'allumage, mais une bobine par cylindre (2x2 bobines), distribué électroniquement.
Ce moteur utilise un système DOHC (Double arbre à cames en tête), c'est-à-dire que les rangées de soupapes d'admission et d'échappement sont chacune actionnées par un arbre. Cette technique permet de supprimer presque toutes les pièces intermédiaires entre l'arbre à cames et la soupape, sans avoir besoin, pour autant, d'aligner toutes les soupapes. Le moteur peut, ainsi, tourner plus vite et produit moins de bruits mécaniques.
La distribution est assurée par une chaîne d'acier, les accessoires par une courroie sans dispositif d'auto-tension.
D'après le constructeur, l'i10 1.2 affiche une consommation mixte de 4,6 litres au 100 km et une émission de 108 g/km de CO2.

## Seconde génération (2013-2019)
Fin 2013, la seconde génération d'i10 est présentée. Elle mesure 3,665 mètres de long et la version 1.0 Pack Sensation propose de nombreux équipements supplémentaires.
En 2016, Hyundai procède à son restylage.

### Motorisations
|                                       | 1.0                    | blue 1.0             | 1.0 LPG              | 1.2                    |
| Disponibilité                         | 2013 - 2021            | 2013 - 2021          | 2013 - 2021          | 2013 - 2021            |
| Type de moteur                        | 3-cylindres en ligne   | 3-cylindres en ligne | 3-cylindres en ligne | 4-cylindres en ligne   |
| Alimentation                          | Atmosphérique          | Atmosphérique        | Atmosphérique        | Atmosphérique          |
| Cylindrée (cm3)                       | 998                    | 998                  | 998                  | 1248                   |
| Puissance maximale (ch (kW))          | 67 (49)                | 67 (49)              | 67 (49)              | 87 (64)                |
| au régime de (tr/min)                 | 5 500                  | 5 500                | 6 200                | 6 000                  |
| Couple maximal (N m)                  | 95                     | 95                   | 90                   | 121                    |
| au régime de (tr/min)                 | 3 500                  | 3 500                | 3 500                | 4 000                  |
| Transmission, série                   | Traction               | Traction             | Traction             | Traction               |
| Boîte de vitesses, série              | Manuelle 5 rapports    | Manuelle 5 rapports  | Manuelle 5 rapports  | Manuelle 5 rapports    |
| Boîte de vitesses, option             | Automatique 4 rapports | —                    | —                    | Automatique 4 rapports |
| Vitesse maximale (km/h)               | 155 (150)              | 155                  | 150                  | 175 (163)              |
| 0-100 km/h (s)                        | 14,9 (16,8)            | 14,9                 | 15,2                 | 12,3 (13,8)            |
| Consommation (L/100 km) (cycle mixte) | 4,7 (6,0)              | 4,6                  | 6,5                  | 4,9 (6,2)              |
| Émissions de CO2 (g/km) (cycle mixte) | 108 (137)              | 106                  | 104                  | 114 (142)              |
| Norme environnementale                | Euro 6                 | Euro 6               | Euro 6               | Euro 6                 |
| Capacité du réservoir (L)             | 40                     | 40                   | 27,2 (+ 40)          | 40                     |

### Séries spéciales
En mai 2019, Hyundai dévoile une série spéciale sur sa i10. Il s'agit d'une Edition #Mondial. Cette version dispose de série :
- Jantes alliages 14 pouces
- Vitres arrière surteintées
- Rétroviseurs laqués
- Volant et levier de vitesses cuir
- Système multimédia compatible Android Auto et Apple CarPlay

### Hyundai Grand i10

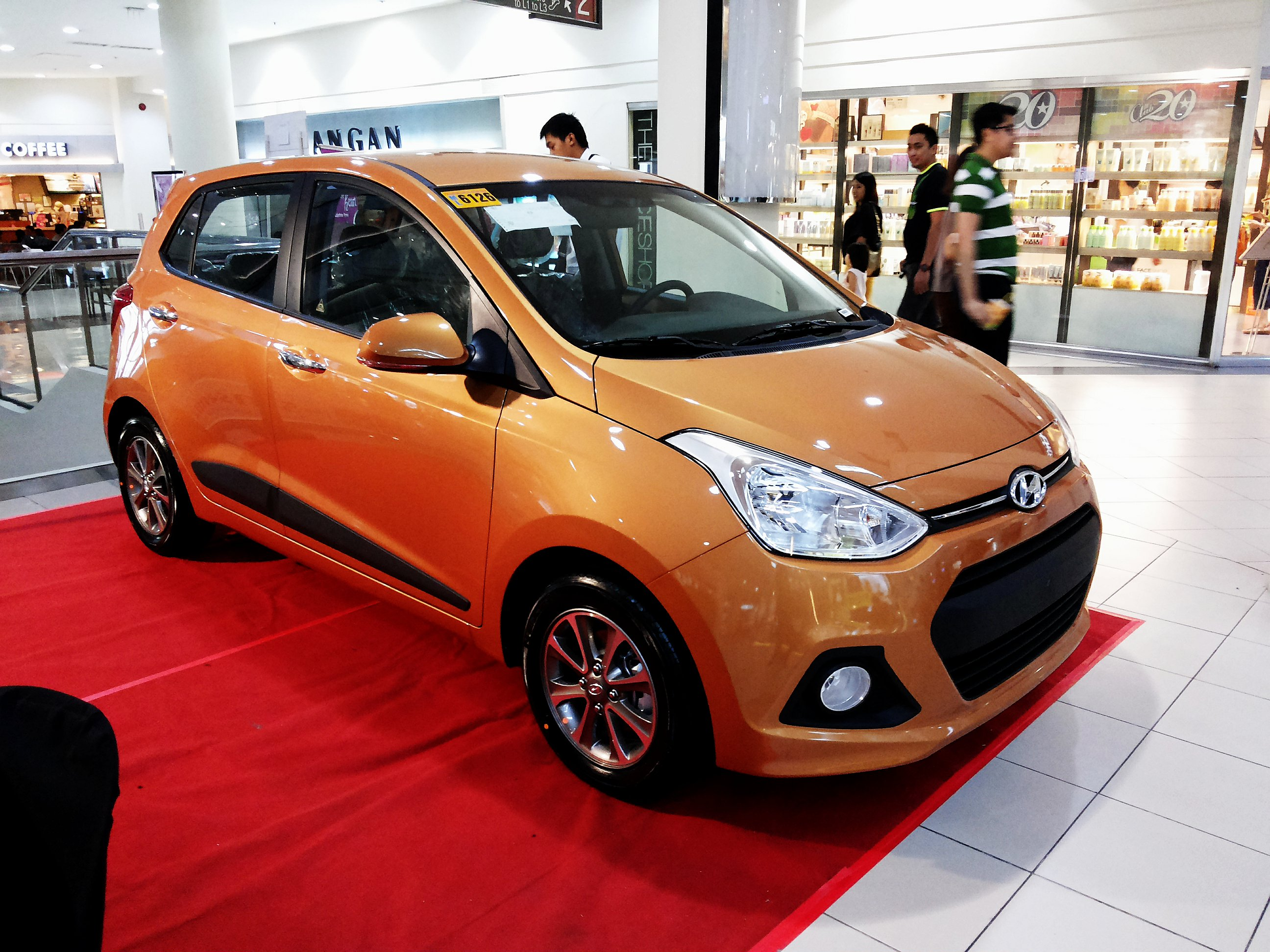
Hyundai Grand i10

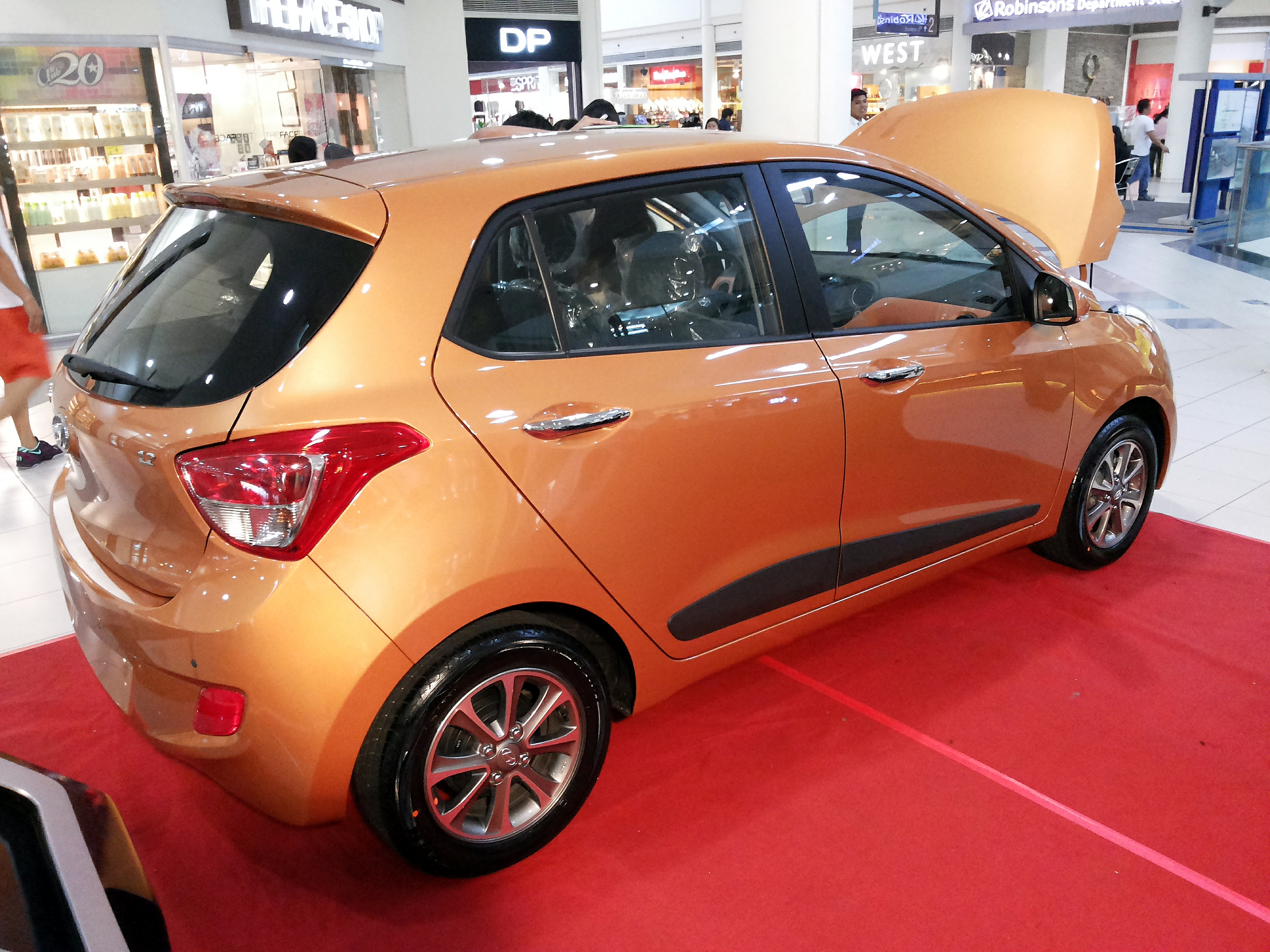
Hyundai Grand i10

La Hyundai i10 existe aussi en version longue appelée Grand i10 (nom de code BA, contre IA pour la version standard). Cette version destinée en priorité au marché indien mais elle est également vendue au Maghreb et produite en Algérie pour le marché local, en revanche elle n'est pas proposée en Europe.
Il existe un dérivé tricorps, la Hyundai Xcent. Elle a été lancée en 2014 et a reçu un important restylage en 2017, la différenciant de la Grand i10. Dans de nombreux pays en dehors de l'Inde, la Xcent est vendue sous le nom de Grand i10 Sedan.
Hyundai vend en Colombie la Grand i10 et l'Xcent dans des versions taxi, renommées pour l'occasion Hyundai Gran Metro Hatchback et Hyundai Gran Metro.
En Indonésie, Hyundai lance en 2015 la Grand i10X, un dérivé de la Grand i10 possédant les attributs stylistiques d'un crossover.
Dès 2019 est vendue en Afrique du Sud est vendue la Hyundai Grand i10 Cargo, une version utilitaire à deux places.

## Troisième génération (2020-)

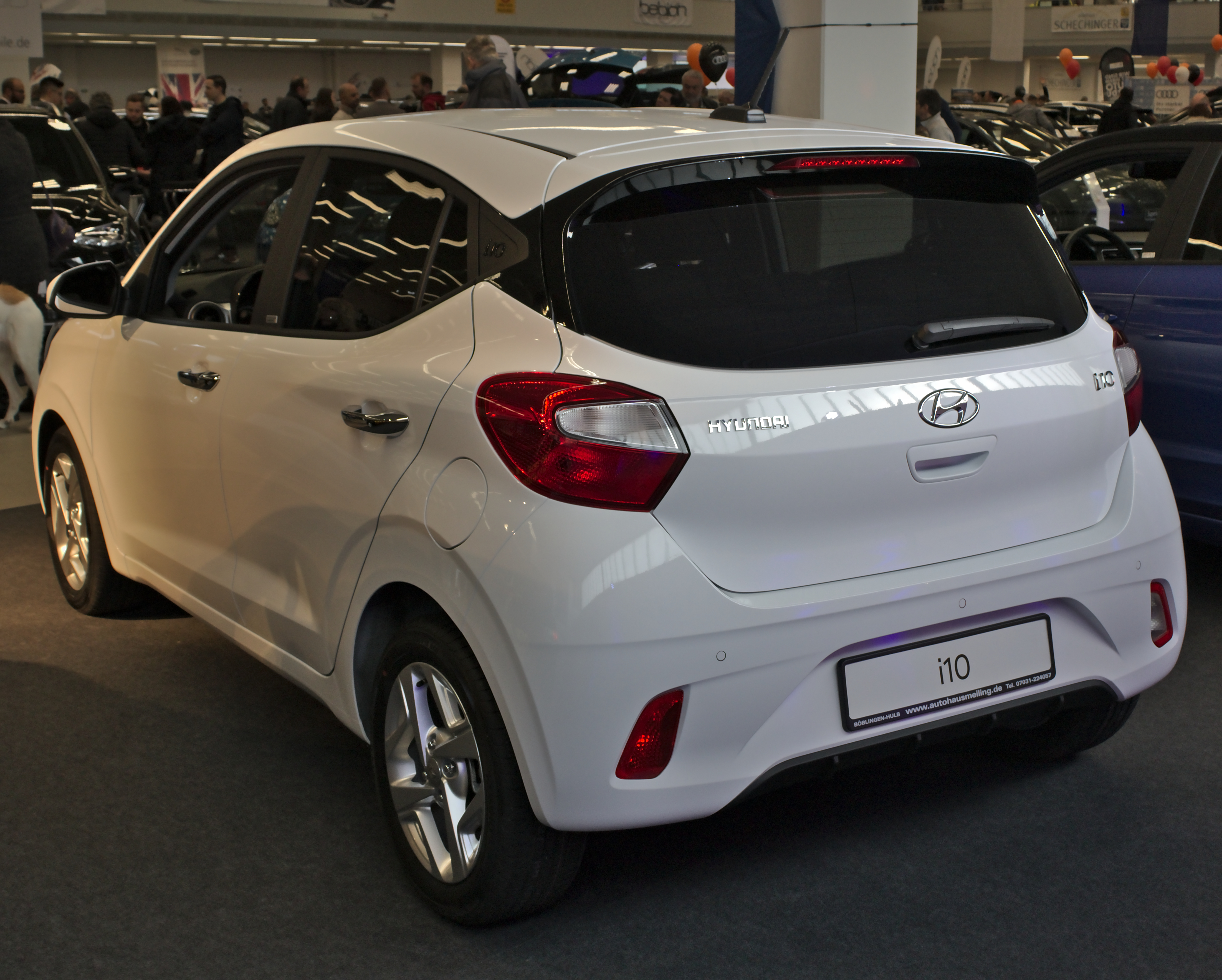
Vue de l'arrière

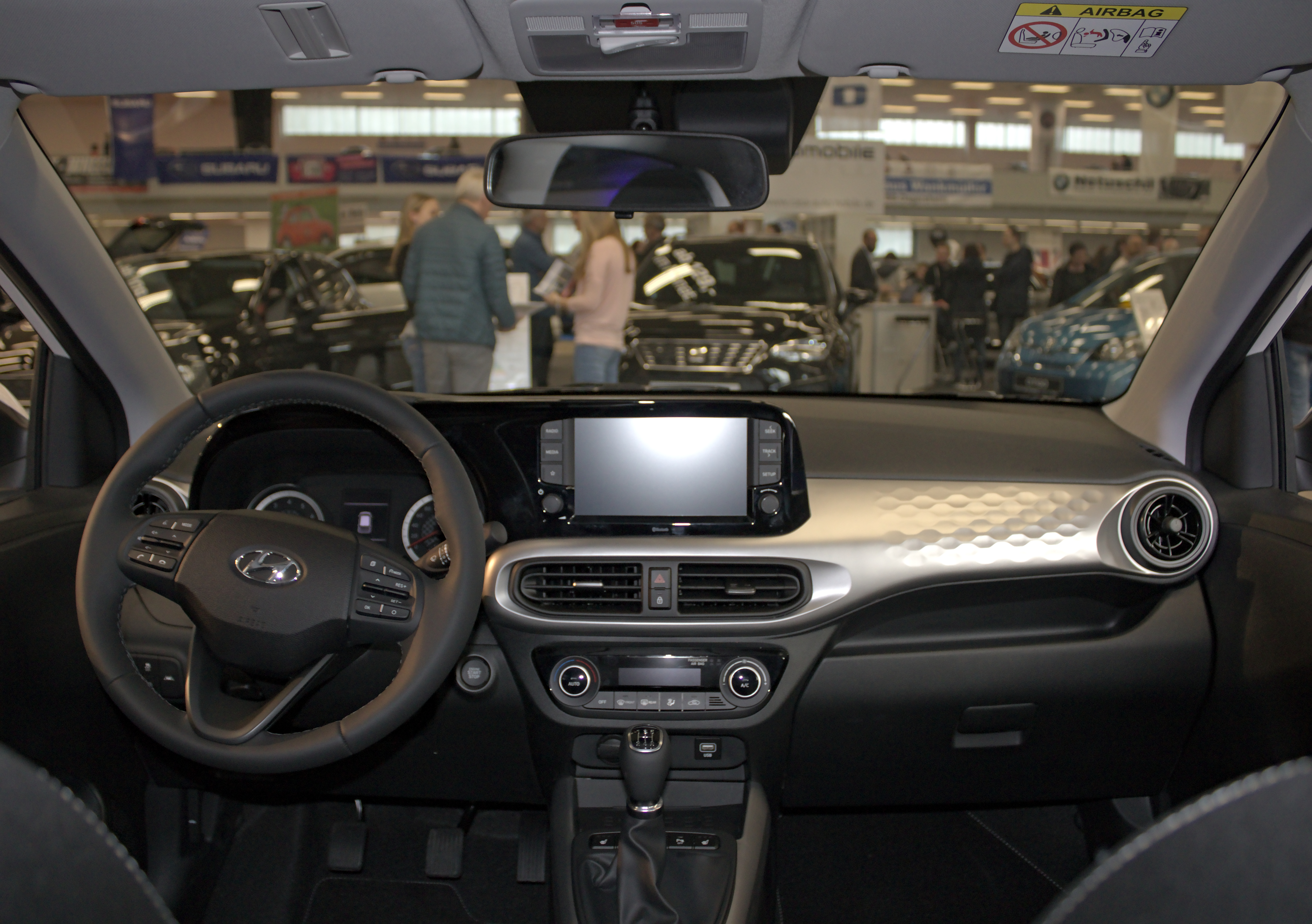
Intérieur

La 3e génération d'i10 est présentée au salon de Francfort 2019 et est commercialisée à partir du premier trimestre 2020.

### Présentation
L'i10 III est disponible en 4 places. Elle propose 5 places en version N Line.

### Phase 2
L'i10 restylée est présentée le 27 février 2023 pour une entrée en production en avril. Sur le plan esthétique, sa calandre est légèrement retouchée avec des feux de jour désormais hexagonaux. La signature lumineuse est également mise à jour à l'arrière. La version N Line, elle, ne voit pas son avant mis à jour, mais reçoit un nouveau design de jantes.
L'i10 propose en outre de nouvelles selleries, et le tableau de bord devient numérique. Les aides à la conduite sont également enrichies.

### Motorisations
| (données constructeur)                                 | 1.0 MPi 67 ECO                           | 1.0 MPi 67                               | 1.0 T-GDI 100 N-Line | 1.2 MPi                                  |
| Moteur                                                 | 3-cylindres en ligne                     | 3-cylindres en ligne                     | 3-cylindres en ligne | 4-cylindres en ligne                     |
| Alimentation                                           | Atmosphérique                            | Atmosphérique                            | Turbocompressé       | Atmosphérique                            |
| Cylindrée (cm3)                                        | 998                                      | 998                                      | 998                  | 1 248                                    |
| Puissance maximale (ch (kW))                           | 67                                       | 67                                       | 100                  | 84                                       |
| au régime de (tr/min)                                  | 5 500                                    | 5 500                                    |                      | 5 000                                    |
| Couple maximal (N m)                                   | 96,2                                     | 96,2                                     | 172                  | 117,6                                    |
| au régime de (tr/min)                                  | 3 750                                    | 3 750                                    | 1 500 à 4 000        | 4 200                                    |
| Boîte de vitesses                                      | Manuelle 5 rapports Robotisée 5 rapports | Manuelle 5 rapports Robotisée 5 rapports | Manuelle 5 rapports  | Manuelle 5 rapports Robotisée 5 rapports |
| Transmission                                           | Traction                                 | Traction                                 | Traction             | Traction                                 |
| Vitesse maximale (km/h)                                | 147                                      | 156                                      | 185                  | 171                                      |
| 0-100 km/h (s)                                         | 16,6                                     | 15,0                                     | 10,5                 | 12,6                                     |
| Consommation NDEC (L/100 km) urbain/extra-urbain/mixte | 5,2/3,7/4,2                              | 5,5/3,8/4,4                              |                      | 5,8/3,9/4,6                              |
| Émissions de CO2 NDEC (g/km)                           | 97                                       | 101                                      |                      | 105                                      |
| Masse à vide (kg)                                      | 999                                      | 994                                      |                      | 1 005                                    |
| Capacité du réservoir (L)                              | 36                                       | 36                                       | 36                   | 36                                       |
| Norme environnementale                                 | Euro 6d Temp EVAP                        | Euro 6d Temp EVAP                        | Euro 6d Temp EVAP    | Euro 6d Temp EVAP                        |

### Finitions
- Initia
- Intuitive
- Creative
- N Line

### Séries spéciales
- Edition #1 (en 2020)[21]

### Hyundai Grand i10 NIOS
En Inde, la version allongée Hyundai Grand i10 connait une seconde mouture appelée Hyundai Grand i10 NIOS. Elle est vendue dans la plupart des autres pays comme la Hyundai Grand i10,. En Tunisie, la version d'entrée de gamme équipée du bloc 1.0 MPi est vendu comme un modèle à part entière appelé Hyundai Grand i10 Populaire,.
En Afrique du Sud, la Grand i10 Cargo est renouvelée en 2021.

Cette Hyundai Grand i10 NIOS reçoit une version tricorps, lancée en janvier 2020 en Inde sous le nom de Hyundai Aura. Comme la précédente génération, cette version est appelée Hyundai Grand i10 Sedan sur de nombreux marchés, tels que la Tunisie, le Brunei, le Mexique, le Chili ou encore le Costa Rica.